# Sister Act
Sister Act (bra: Mudança de Hábito; prt: Do Cabaré para o Convento) é um filme de comédia musical e policial estadunidense de 1992, dirigido por Emile Ardolino, escrito por Paul Rudnick (sob o pseudônimo de Joseph Howard) e estrelado por Whoopi Goldberg no papel de uma cantora de boate forçada a se juntar a um convento de freiras, após presenciar um crime e ser colocada num programa de proteção à testemunhas. O elenco também conta com Maggie Smith, Kathy Najimy, Wendy Makkena, Mary Wickes, Bill Nunn e Harvey Keitel nos papéis principais.
Sister Act foi uma das comédias mais bem-sucedidas, financeiramente, do início da década de 90. Também é por vezes considerado um dos melhores filmes do mesmo período de tempo e foi classificado na 83.ª posição na lista da Bravo dos cem filmes mais engraçados, além de ter arrecadado 231 milhões de dólares mundialmente.
O filme gerou uma franquia, que consiste em uma seqüência de 1993 intitulada Sister Act 2: Back in the Habit, e uma adaptação musical, que estreou em 2006.

## Sinopse
Deloris Van Cartier (Whoopi Goldberg) é uma cantora boêmia residente do casino Nevada Club em Reno, estado de Nevada. Uma noite, após a sua habitual apresentação musical no Salão Moonlight, ela testemunha acidentalmente o mafioso malandro e sedutor Vince LaRocca (Harvey Keitel), com quem mantinha um caso amoroso, assassinando seu empregado Ernie (Max Grodénchik) por queima de arquivo.
Temendo que Deloris relate o crime as autoridades, Vince manda seus atrapalhados capangas Willy (Richard Portnow) e Joey (Robert Miranda) irem atrás dela e a matarem. Deloris, no entanto, despista os homens e segue para o Departamento de Polícia de Reno, onde, ao revelar tudo aos policiais, descobre que Vince é um homem perigoso e que está envolvido com o tráfico e lavagem de dinheiro. O Tenente Eddie Souther (Bill Nunn), o chefe do departamento do FBI de Reno, então, se compromete a ajudar Deloris e protegê-la, até que Vince seja preso.
Para que a proteção seja eficaz, Souther coloca Deloris em um programa de proteção para testemunhas. Então, para que o seu paradeiro seja ainda mais desconhecido, Souther escolhe como esconderijo para ela, o calmo convento de freiras de Santa Catarina, situado na cidade de São Francisco, na California.
Após algumas resistências, tanto de Deloris, como da rígida Madre Superiora do convento (Maggie Smith), Deloris concorda em ficar e é aceita no convento, vestindo o hábito de freira e adotando um nome mais religioso (Irmã Mary Clarence), para poder passar despercebida entre as irmãs.
Para que o disfarce fique ainda melhor, a Madre sugere a Deloris/Irmã Mary Clarence que siga todas as regras do convento e, se comporte como as outras irmãs. É aí que Deloris acredita que isso é impossível, já que estava habituada a uma vida nada religiosa.
O plano vai resultando bem; mas uma noite, Deloris sai do convento e vai se divertir em um clube noturno de motoqueiros situado no outro lado da rua. Conseguindo levar atrás suas mais novas amigas: as irmãs Mary Patrick (Kathy Najimy) e Mary Robert (Wendy Makkena). Ao descobrir o que aconteceu, a Madre Superiora acredita que Deloris é uma ameaça para o convento e a ameaça de expulsão caso não se comporte. Porém, tudo se resolve e, para uma melhor familiarização de Deloris no lugar, a Madre a põe como maestro e ensaiadora do coro do convento.
Todavia, tudo se volta a complicar quando Deloris modifica também a maneira de cantar das irmãs do coro; pondo-as a cantar de uma maneira mais alegre e descontraída e menos religiosa. Mas, é agora que as pessoas estão começando a se interessar pelo convento que, por falta de meios financeiros, corria o risco de fechar. O Bispo O'Hara (Joseph Maher), padre e confessor do convento, fala a respeito disso com a Madre e tudo volta a se resolver.
No entanto, quando uma equipe de televisão resolve fazer uma matéria sobre o convento, por este estar a se recuperar de uma crise financeira, Deloris aparece e, casualmente Souther a vê e, avisa-a para que não volte a se exibir de forma tão explícita; assim estando mais exposta a Vince e, aos seus planos de vingança.
Entretanto, sabe-se que o Papa João Paulo II, fará uma visita aos Estados Unidos, e está interessado em visitar o já celebre Convento de Santa Catarina, em São Francisco. Porém, tudo se complica mesmo quando, uma fuga de informação ocorre na equipe de Souther e Vince é informado da localização de Deloris.
Exatamente na véspera da visita do Papa ao convento, Souther dirige-se ao local e avisa a Deloris do perigo que corre mas esta parece não estar muito interessada, pois já está até a gostar da vida religiosa.
É também neste mesmo dia que, ela é raptada por Willy e Joey a mando de Vince e é levada novamente para o casino Nevada Club, em Reno. Vince manda Joey e Willy matarem Deloris, mas eles não tem coragem de mata-lá por questões de religião (já que Deloris estava com sua roupa de freira, e poderia ter se tornado uma religiosa de verdade). É aí que a Madre Superiora e o Tentente Souther relatam toda a verdade às irmãs e, todas partem para Reno para tentar salvar Deloris.
Felizmente o plano dá certo e Vince e seus homens são presos por Souther. A atuação para o Papa decorre lindamente e Deloris então, descobre que a vida religiosa que aparentemente podia ser bastante chata, afinal é bem melhor do que a vida agitada que levava antes.

## Elenco
- Whoopi Goldberg como Deloris Van Cartier (Deloris Wilson) / Irmã Mary Clarence
- Isis Carmen Jones como Deloris Wilson (criança)
- Maggie Smith como Reverenda Madre
- Harvey Keitel como Vince LaRocca
- Kathy Najimy como Irmã Mary Patrick
- Wendy Makkena como Irmã Mary Robert
- Mary Wickes como Irmã Mary Lazarus
- Bill Nunn como Tenente Eddie Souther
- Joseph Maher como Bispo O'Hara
- Robert Miranda como Joey
- Richard Portnow como Willy
- Jim Beaver como Detetive Clarckson
- Rose Parenti como Irmã Alma
- Max Grodénchik como Ernie
- Jenifer Lewis como Michelle
- Charlotte Crossley como Tina
- A.J. Johnson como Lewanda
- Lois de Banzie como  Immaculata
- Joseph G. Medalis como Henry Parker
- Michael Durrell como  Larry Merrick
- Toni Kalem como Connie LaRocca
- Eugene Greytak como Papa João Paulo II
- Guy Boyd (não creditado) como Detetive Tate

Freiras do coral
- Ellen Albertini Dow
- Carmen Zapata
- Pat Crawford Brown
- Prudence Wright Holmes
- Georgia Creighton
- Susan Johnson
- Ruth Kobart
- Susan Browning
- Darlene Koldenhoven
- Sheri Izzard
- Edith Diaz
- Beth Fowler

## Produção

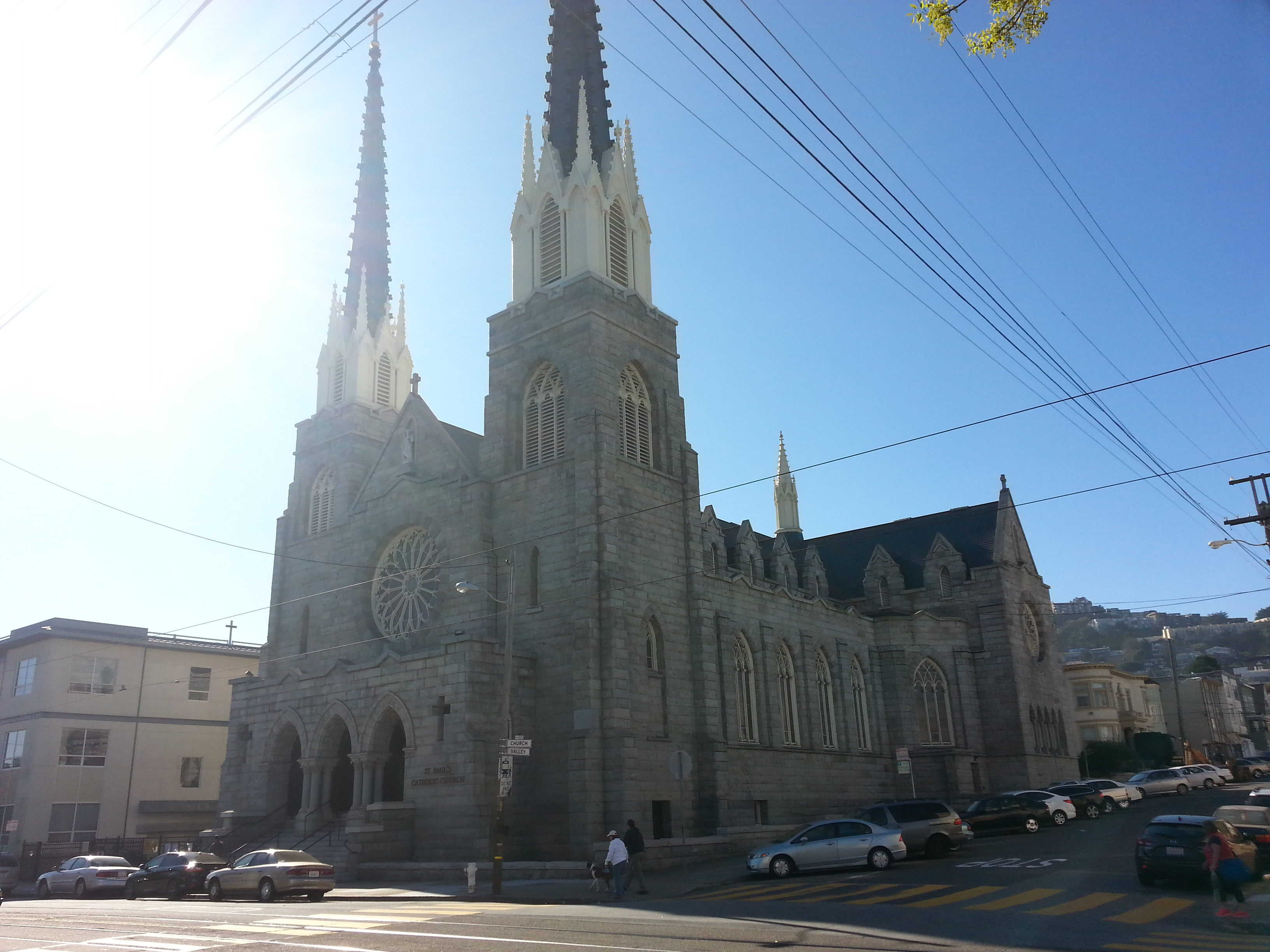
A Igreja Católica de São Paulo, em São Francisco, usada no filme como o Convento de Santa Catarina

O roteirista Paul Rudnick mostrou o roteiro de Sister Act para o produtor Scott Rudin em 1987, com Bette Midler em mente para o papel principal. O roteiro foi levado para a Disney. No entanto, Midler mais tarde, recusou o papel, temendo que seus fãs não quisessem vê-la interpretando uma freira. Eventualmente, Whoopi Goldberg fechou contrato  para estrelar o filme. Com o início da produção, o roteiro foi reescrito por meia dúzia de roteiristas, entre eles Carrie Fisher, Robert Harling e Nancy Meyers. Com o filme não mais parecido com seu roteiro original, Rudnick pediu para ser creditado com um pseudônimo no filme, o de "Joseph Howard".
A igreja para qual Deloris foi mandada é, na realidade, a Igreja Católica de São Paulo (St. Paul's Catholic Church), localizada em Valley and Church Streets em Noe Valley, um bairro de classe média alta de São Francisco. As fachadas do lado oposto da rua foram arrumadas para dar a aparência de um bairro decadente.
Embora a ordem das freiras no filme seja sugerida como sendo carmelita pela Irmã Mary Patrick, seu hábito religioso é similar em aparência ao das Irmãs de São José da Terceira Ordem de São Francisco (exceto pela cruz). Membros da Ordem da vida real, no entanto, não usam mais o seu hábito tradicional.

## Trilha sonora
A trilha sonora do filme foi lançada pela Hollywood Records em 9 de junho de 1992, em conjunto com o filme, e continha os números musicais interpretados pelos atores do próprio filme, músicas pré-gravadas que eram usadas como parte da música de fundo e músicas instrumentais compostas por Marc Shaiman para o filme. O álbum da trilha sonora estreou na 74ª posição e finalmente alcançou a posição #40 no Top 200 Albums Chart da Billboard, onde ficou por 54 semanas. O álbum recebeu uma certificação Gold da RIAA para o envio de 500.000 cópias em 13 de janeiro de 1993.
1. The Lounge Medley (Love Is Like a Heat Wave/My Guy/I Will Follow Him) - Deloris & The Ronelles
2. The Murder (instrumental)
3. Getting Into the Habit (instrumental)
4. Rescue Me - Fontella Bass
5. Hail Holy Queen - Deloris & The Sisters
6. Roll With Me Henry - Etta James
7. Gravy For My Mashed Potatoes - Dee Dee Sharp
8. My Guy (My God) - Deloris & The Sisters
9. Just a Touch Of Love (Everyday) - C+C Music Factory
10. Deloris Is Kidnapped (instrumental)
11. Nuns to the Rescue (instrumental)
12. Finale: I Will Follow Him (Chariot) - Deloris & The Sisters
13. Shout - Deloris & The Sisters & The Ronelles
14. If My Sister's in Trouble - Lady Soul

- A voz da personagem "Mary Robert", durante as canções, foi realizada pela vocalista Andrea Robinson.

## Musical

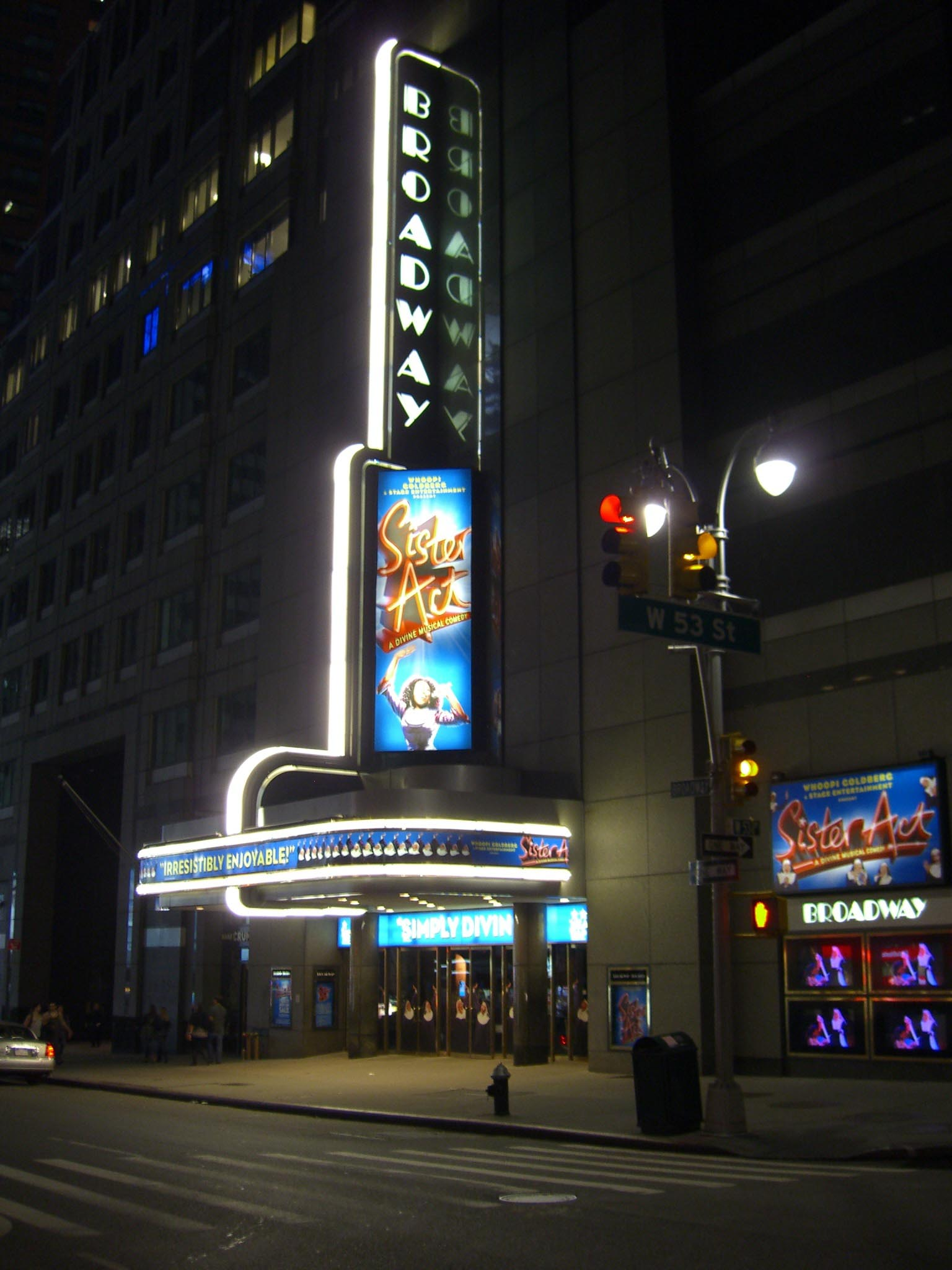
Uma peça baseada no filme, em cartaz na The Broadway Theatre no Times Square, em 2011.

Sob direção de Peter Schneider e coregrafia de Marguerite Derricks, o musical Sister Act estreou no Pasadena Playhouse em Pasadena, Califórnia, em 24 de outubro de 2006, encerrando-se em 23 de dezembro de 2006. Ele quebrou recordes de bilheteria, arrecadando 1 085 929 dólares, tornando-se o maior show de arrecadações de todos os tempos no local. A produção mudou-se para o Alliance Theatre em Atlanta, Geórgia, onde esteve de 17 de janeiro a 25 de fevereiro de 2007.
O musical estreou no West End no London Palladium em 2 de junho de 2009, seguindo as prévias de 7 de maio. A produção foi dirigida por Peter Schneider, produzida por Whoopi Goldberg em parceria com a empresa holandesa Stage Entertainment e coreografada por Anthony Van Laast, com cenografia de Klara Zieglerova, figurino de Lez Brotherston e iluminação de Natasha Katz. Após uma pesquisa de um ano, a atriz de 24 anos, Patina Miller, foi escalada como Deloris, ao lado de Sheila Hancock como a Madre Superiora, Ian Lavender como Monsenhor Howard, Chris Jarman como Shank, Ako Mitchell como Eddie, Katie Rowley Jones como Irmã Mary Robert, Claire Greenway como Irmã Mary Patrick e Julia Sutton como Irmã Mary Lazarus. O musical recebeu quatro indicações ao prêmio Laurence Olivier, na categoria de Melhor Musical. Em 30 de outubro de 2010, o show teve sua apresentação final no London Palladium e foi transferido para a Broadway, estreando no Broadway Theatre em 20 de abril de 2011, com prévias começando em 24 de março de 2011. Jerry Zaks dirigiu a produção da Broadway, com Douglas Carter Beane reescrevendo o roteiro. Patina Miller, que originou o papel de Deloris na produção do West End, reprisou seu papel, fazendo sua estréia na Broadway. Ela foi substituída posteriormente por Raven-Symoné, que fez sua estréia na Broadway. O elenco original da Broadway apresentou Victoria Clark (Madre Superiora), Fred Applegate (Monsenhor), Sarah Bolt (Irmã Mary Patrick), Chester Gregory (Eddie), Kingsley Leggs (Curtis), Marla Mindelle (Irmã Mary Robert) e Audrie Neenan (Irmã Maria Lazarus). O musical recebeu cinco indicações ao prêmio Tony Award, na categoria de Melhor Musical. O musical se encerrou em agosto de 2012, depois de 561 apresentações.
No Brasil, Mudança de Hábito - O Musical também fez muito sucesso, estreando em 5 de março de 2015 no Teatro Renaut, em São Paulo. A personagem Deloris fora interpretada pela atriz e cantora Karin Hils, que declarou ser fã do filme. Karin chegou a se encontrar com Whoopi Goldberg em Nova York, num encontro organizado pelo programa Fantástico em 2015.

## Principais prêmios e indicações
O filme recebeu duas indicações ao Globo de Ouro:
- Melhor Filme - Musical ou Comédia
- Melhor Atriz - Comédia ou Musical (Goldberg)

Reconhecimento do American Film Institute:
- 100 Anos da AFI...100 Risos (indicado)

## Recepção
Sister Act teve recepção geralmente favorável por parte da crítica especializada. Com base em 30 revisões alcançou uma classificação de 73% no Rotten Tomatoes.

### Bilheteria
O filme foi um sucesso de bilheteria, arrecadando 139 605 150 dólares no mercado interno e 92 milhões de dólares em países estrangeiros, efetivamente arrecadando 231 605 150 dólares em todo o mundo, tornando-se o sexto filme de maior bilheteria mundial em 1992. Ficou em segundo lugar por quatro semanas, atrás de Lethal Weapon 3. Patriot Games e Batman Returns.

### Controvérsias e ações  judiciais
Em 10 de junho de 1993, a atriz Donna Douglas e seu parceiro Curt Wilson, na Associated Artists Entertainment Inc, entraram com uma ação de 200 milhões de dólares contra a Disney, Whoopi Goldberg, Bette Midler, suas produtoras e a Creative Artists Agency, alegando que o filme foi plagiado do livro A Nun in the Closet, de propriedade dos seus parceiros. Douglas e Wilson afirmaram que em 1985, eles desenvolveram um roteiro para o livro. O processo alegou que havia mais de 100 semelhanças e plágios entre o filme e o livro (roteiro de propriedade de Douglas e Wilson). A ação alegou ainda que o roteiro desenvolvido foi submetido a Disney, Goldberg e a Midler três vezes, durante 1987 e 1988.
Em 1994, Douglas e Wilson recusaram uma oferta de 1 milhão de dólares na tentativa de ganhar o caso. O juiz julgou em favor da Disney e dos outros réus. Wilson afirmou na época: “Eles teriam que copiar nosso material textualmente para que pudéssemos prevalecer”.
Em novembro de 2011, uma freira chamada Rainha-mãe Dr. Delois Blakely abriu um processo contra a Walt Disney Company e a Sony Pictures, alegando que "The Harlem Street Nun", uma autobiografia que ela escreveu em 1987, foi a base para o filme de 1992. Ela alegou que uma executiva do filme expressou interesse nos direitos do filme depois de escrever uma sinopse de três páginas. Ela estava os processando por "quebra de contrato, apropriação indébita de semelhança e enriquecimento sem causa". Blakely desistiu do processo original em janeiro de 2012, para cumprir um processo mais robusto no final de agosto de 2012 com a Suprema Corte de Nova York, pedindo 1 bilhão de dólares em danos a Disney. No início de fevereiro de 2013, o Supremo Tribunal de Nova York julgou o processo com prejuízo, não concedendo direitos à Blakely.